# Ishii Hidenori
Hidenori Ishii (石井 秀典 Ishii Hidenori, sinh ngày 23 tháng 9 năm 1985 ở Chiba) là một cầu thủ bóng đá người Nhật Bản thi đấu cho Tokushima Vortis.

## Thống kê sự nghiệp câu lạc bộ
Cập nhật đến ngày 23 tháng 2 năm 2017.
| Thành tích câu lạc bộ | Thành tích câu lạc bộ | Thành tích câu lạc bộ | Giải vô địch | Giải vô địch | Cúp                   | Cúp                   | Khác          | Khác          | Cúp Liên đoàn | Cúp Liên đoàn | Tổng cộng | Tổng cộng |
| Mùa giải              | Câu lạc bộ            | Giải vô địch          | Số trận      | Bàn thắng    | Số trận               | Bàn thắng             | Số trận       | Bàn thắng     | Số trận       | Bàn thắng     | Số trận   | Bàn thắng |
| Nhật Bản              | Nhật Bản              | Nhật Bản              | Giải vô địch | Giải vô địch | Cúp Hoàng đế Nhật Bản | Cúp Hoàng đế Nhật Bản | Cúp Liên đoàn | Cúp Liên đoàn | Khác1         | Khác1         | Tổng cộng | Tổng cộng |
| --------------------- | --------------------- | --------------------- | ------------ | ------------ | --------------------- | --------------------- | ------------- | ------------- | ------------- | ------------- | --------- | --------- |
| 2008                  | Montedio Yamagata     | J2 League             | 36           | 2            | 2                     | 1                     | -             | -             | -             | -             | 38        | 3         |
| 2009                  | Montedio Yamagata     | J1 League             | 16           | 0            | 0                     | 0                     | 6             | 0             | -             | -             | 22        | 0         |
| 2010                  | Montedio Yamagata     | J1 League             | 28           | 1            | 3                     | 0                     | 6             | 0             | -             | -             | 37        | 1         |
| 2011                  | Montedio Yamagata     | J1 League             | 30           | 1            | 1                     | 0                     | 1             | 0             | -             | -             | 32        | 1         |
| 2012                  | Montedio Yamagata     | J2 League             | 28           | 4            | 1                     | 0                     | -             | -             | -             | -             | 29        | 4         |
| 2013                  | Montedio Yamagata     | J2 League             | 20           | 0            | 0                     | 0                     | -             | -             | -             | -             | 20        | 0         |
| 2014                  | Montedio Yamagata     | J2 League             | 21           | 1            | 5                     | 0                     | -             | -             | 2             | 0             | 28        | 1         |
| 2015                  | Tokushima Vortis      | J2 League             | 31           | 0            | 2                     | 1                     | –             | –             | –             | –             | 33        | 1         |
| 2016                  | Tokushima Vortis      | J2 League             | 33           | 2            | 1                     | 0                     | –             | –             | –             | –             | 34        | 2         |
| Tổng cộng sự nghiệp   | Tổng cộng sự nghiệp   | Tổng cộng sự nghiệp   | 245          | 11           | 15                    | 2                     | 13            | 0             | 2             | 0             | 273       | 13        |

1Bao gồm Promotion Playoffs to J1.